# Lawrence Eagleburger
Lawrence Sidney Eagleburger (1 de agosto de 1930 - 4 de junho de 2011), foi um estadista dos Estados Unidos da América e diplomata de carreira, que foi durante cerca de dois meses Secretário de Estado.
Em 1969 entrou na administração de Richard Nixon como assistente ao conselheiro para a segurança nacional, Henry Kissinger.
Em 1971 Lawrence Eagleburger foi conselheiro da missão americana na sede da OTAN em Bruxelas. De 1977 a 1980, foi embaixador dos Estados Unidos na Jugoslávia.